# John Fulkerson
John Fulkerson (nacido el 29 de abril de 1997 en Kingsport (Tennessee)) es un jugador de baloncesto estadounidense que actualmente forma parte de la plantilla del Leuven Bears de la BNXT League. Su posición es pívot.

## Trayectoria
Nacido en Kingsport (Tennessee), es un pívot formado en Dobyns-Bennett High School de su ciudad natal y en Christ School de Arden (Carolina del Norte) hasta 2016, fecha en la que ingresó en la Universidad de Tennessee, situada en la ciudad de Knoxville, Tennessee, donde jugaría durante seis temporadas la NCAA con los Tennessee Volunteers, desde 2016 a 2022.
Tras no ser drafteado en 2022, el 29 de julio de 2022, firma por el Leuven Bears de la BNXT League.